# 情谜 (电影)
《情谜》（英語：The Second Woman）是2012年3月8日在中国大陆上映的爱情片，由舒淇、余文乐、陈数领衔主演。

## 剧情
该片主要讲述三个舞台剧演员之间“三角恋”的爱情故事。
惠香和惠宝是双胞胎亲姊妹。两人和阿楠共同出演改编自《再世紅梅記》的《红梅传奇》。两人都爱上了阿楠，为了自己的幸福和爱情，两姊妹开始一明一暗，斗智斗勇。姐妹俩出海后只有一人归来，却不知是姐姐还是妹妹。

## 演员
| 演员   | 角色   | 简介                                                                               |
| 舒淇   | 林惠香 | 委曲求全的姐姐，爱慕阿楠。舞台剧中饰演任性妄为的卢昭容，卢昭容又幻想自己是李慧娘。 |
| 舒淇   | 林惠宝 | 任性妄为的妹妹，也爱慕阿楠。舞台剧中饰演委曲求全的李慧娘。                         |
| 余文乐 | 方亦楠 | 昵称阿楠。                                                                         |
| 陈数   |        | 惠宝的同事。                                                                       |
| 奚美娟 | 林 母  | 惠宝和惠香的母亲。                                                                 |
| 张乃天 |        | 侦探                                                                               |
| 牛萌萌 | 汪 凡  |                                                                                    |
| 盧海鵬 | 泰 叔  |                                                                                    |
| 張錦程 | 导 演  | 舞台剧導演                                                                         |
| 楊洋   |        | Amy的化妝師                                                                        |

## 制作
电影中，包括戏中戏，舒淇一个饰演4个角色，她主演饰演一对双胞胎孪生姊妹。
对于电影中的床戏，余文乐表示：“我可是很有压力，有几场喝了酒才敢上阵的。”
在电影的发布会上，余文乐表示自己在社会现实生活中不会用情不专和脚踏两只船，“同时爱两个人对我来说很难，首先我不会撒谎，其次这种情况很麻烦，肯定有穿帮的那天。”